# Бардоліно (виноробна зона)

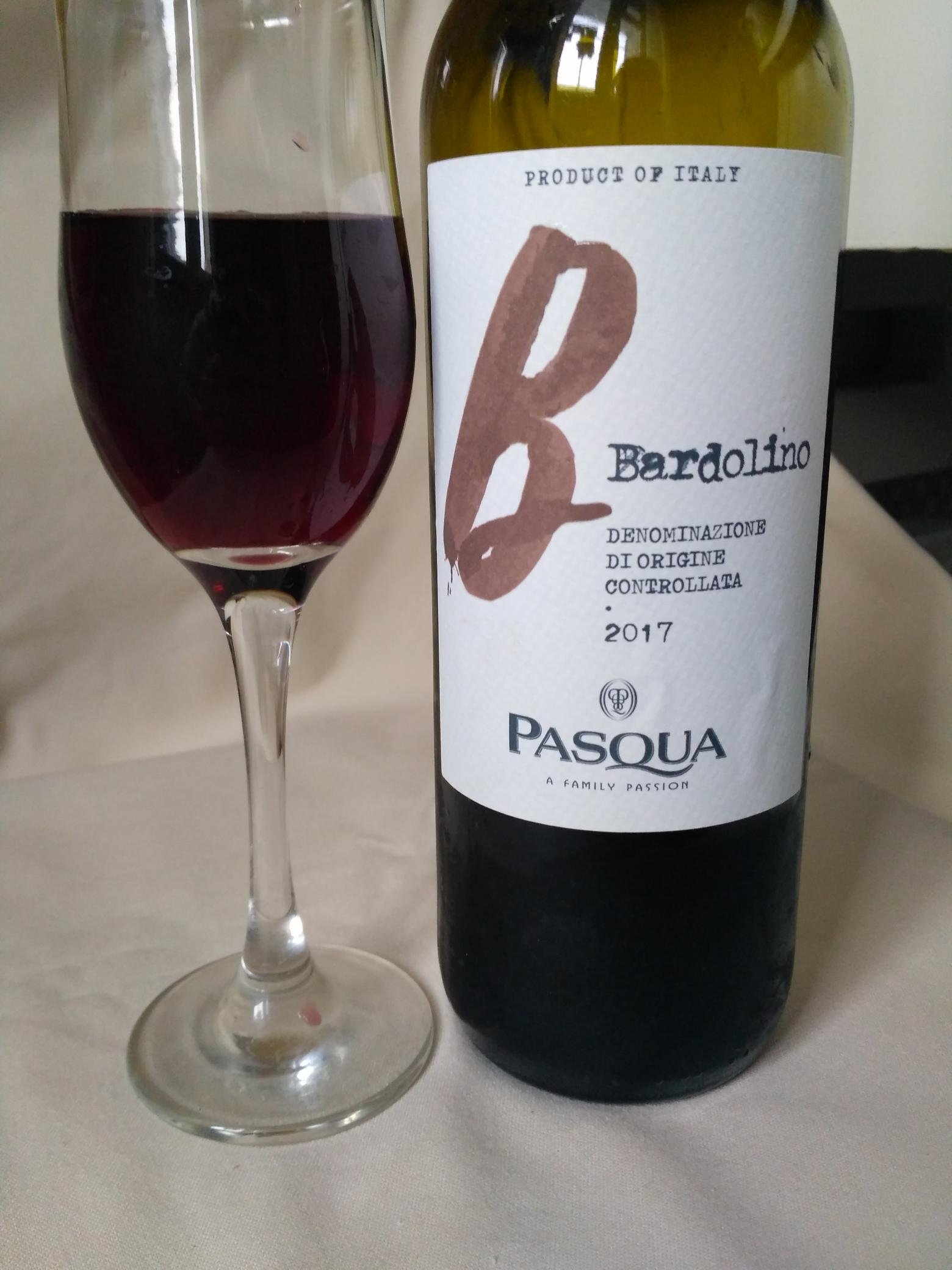
Бардоліно DOC

Бардоліно (італ. Bardolino Superiore DOCG) — виноробна зона в італійській провінції Венето. Розташована на узбережжі озера Гарда. У 1968 році отримала статус DOC, у 2001 — DOCG. Включає комуни Бардоліно, Гарда, Лацизе, Аффі, Костермано, Кавайон-Веронезе, Торрі-дель-Бенако, Каприно-Веронезе, Риволі Веронезе, Пастренго, Буссоленго, Сона, Соммакампанья, Кастельнуово-дель-Гарда, Песк'єра-дель-Гарда, Валеджо-суль-Мінчо. Вина з комуни Бардоліно називають  «італ. Classico». У цій виноробній зоні вироблють червоні, рідше рожеві (італ. Bardolino Chiaretto) сухі купажовані вина. Основними сортами винограду є Корвіна (вино може містити 35–80%) та Рондинела (вино може містити 10–40% цього сорту). Також може додаватись до 15% інших сортів, зазвичай місцевого Молінара. Вина категорії «італ. Superiore» мають бути витримані не менше 12 місяців. 
Виноградники розташовані на східному узбережжі озера Гарда біля підніжжя Альп. Клімат досить прохолодний, але багато сонячних днів протягом сезону визрівання винограду.
У цій виноробній зоні виробляють тільки тихі сухі вина. Червоне бардоіно має гарну структуру, виражені таніни, у букеті присутні аромати трав та вишні, колір вина насичений. Це вино часто порівнюють з французьким Божоле. Вино споживають молодим. Рожеве вино має назву Бардоліно К'яретто.